# Anelytra gonioda
Anelytra gonioda är en insektsart som beskrevs av Sigfrid Ingrisch 1998. Anelytra gonioda ingår i släktet Anelytra och familjen vårtbitare. Inga underarter finns listade i Catalogue of Life.